# Збраслав
Збраслав, Прага-Збраслав (чеш. Zbraslav) — в прошлом город в Чехии, ныне административная часть Праги.

## География
Збраслав расположен примерно в 10 километрах к югу от центра Праги, в месте впадения реки Бероунка во Влтаву. Нынешний пражский район Збраслав объединяет город Збраслав и район Лаховице. Численность населения составляет 8.071 человек (на 2006 год).

## История
Збраслав впервые письменно упоминается в 1115 году как владение монастыря Кладрубы. После того, как эта местность переходит к чешскому королю, в 1268 году король Отакар II строит в Збраславе охотничий замок. Его наследник, Вацлав III, основывает здесь цистерцианский монастырь Aula Regia. В 1297 году при монастыре возводится базилика, ставшая местом захоронения правителей династии Пржемысловичей (здесь были похоронены короли Вацлав II, Вацлав III и Вацлав IV, император Священной Римской империи. Збраславский монастырь Aula Regia был одним из крупнейших центров образованности и деятельности гуманистов в средневековой Чехии. Здесь была написана одна из известнейших средневековых чешских хроник (Chronicon Aulae regiae) (начата аббатом Отто Тюрингским (1312—1314) и продолжена аббатом Петером фон Циттау) и находился самый известный в Чехии образ Богоматери.

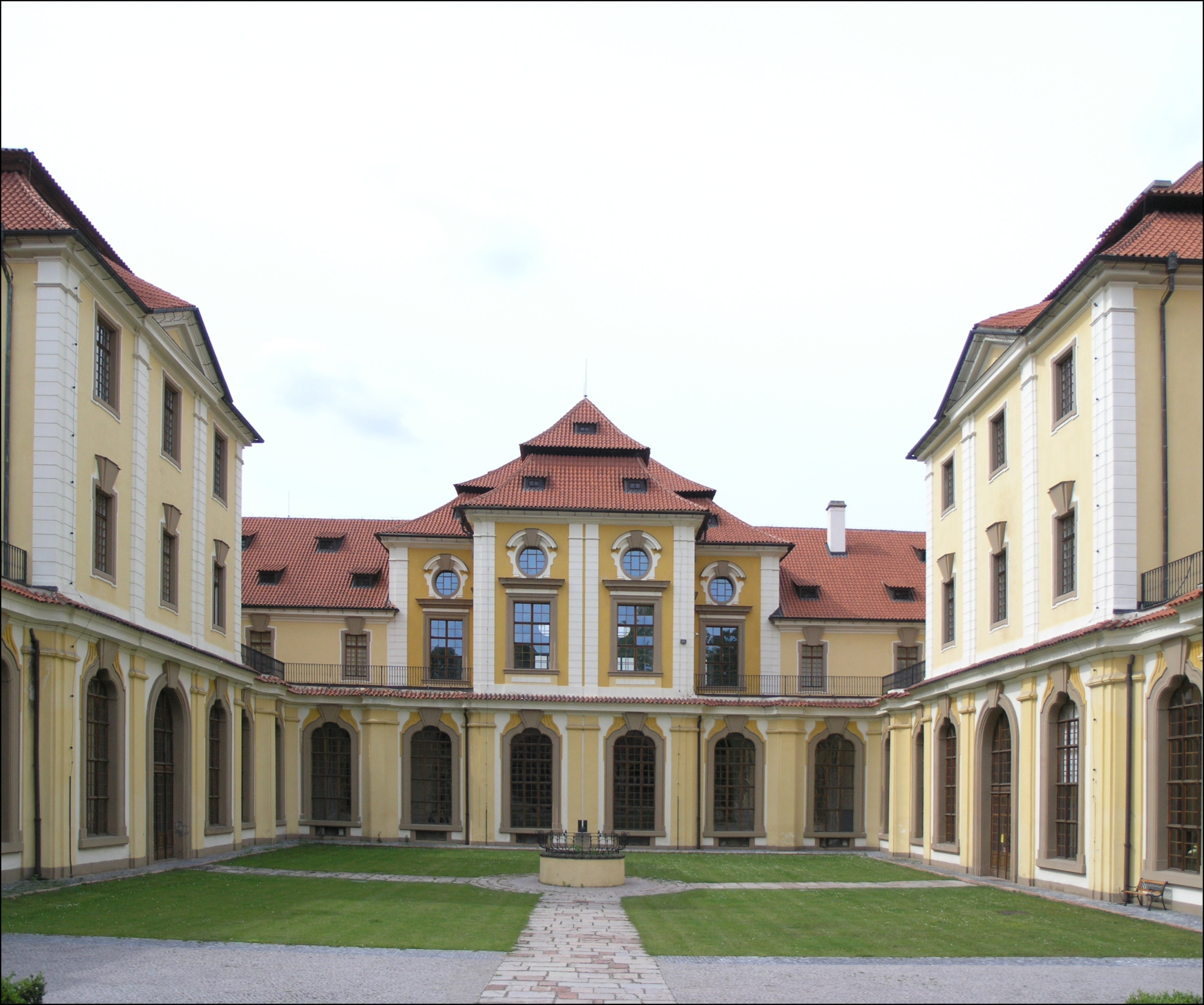
Збраславский монастырь.

Монастырь дважды разорялся — в 1420 году гуситами и в 1639 году — шведскими войсками. В 1785 году он был закрыт императором Иозефом II. В 1787 году в его помещениях расположился императорский сахарный завод. В 1825 город Збраслав переходит во владение князей Оттинген-Валлерштейн. В XIX столетии, при следующем владельце, монастырские помещения были перестроены в замок. В настоящее время в Збраславском монастыре экспонируется часть коллекции пражской картинной Национальной галереи.
В 1935 году русский эмигрант В. Ф. Булгаков основал в Збраславе Русский культурно-исторический музей, в котором собрал богатые коллекции русского искусства, рассеянные по многим странам мира (картины, предметы старины, рукописи, книги). Торжественное открытие музея состоялось 29 сентября 1935 г. Музей просуществовал до 1944 года, когда здание музея перешло во владение немецкой армии.
В 1974 году город Збраслав был включён в состав Большой Праги.